# Сулима, Иосиф Иванович
 Иосиф Иванович Сулима  — вице-адмирал, член адмиралтейств-совета.

## Биография
В 1792 году поступил в Херсонский корпус кадетом и 1 января 1794 года произведен в гардемарины.
С 1794 до 1798 года ежегодно принимал участие в плаваниях в Чёрном море. 1 января 1796 года произведен в мичманы и следующие два года был в кампании на таганрогской бригантине «Прокнор». Нёс службу в Азовском море на боте «Елень» в 1800 году, с 1801 до 1802 года ходил на судне «Галата» от Николаева до Севастополя, а в 1803 году служил на шхуне «№ 1» в Чёрном море. 10 марта 1804 года произведен в лейтенанты, командуя той же шхуной, перешёл от Николаева до Корфу, откуда перешёл к Мальте и затем в Венецию. До 1808 года нёс службу сперва на фрегате «Поспешный», потом на фрегатах «Крепкий» и «Дерзкий», при этом ежегодно находился на рейде Корфу.
В 1808 и 1809 годах на фрегате «Дерзкий» находился сначала на триестском, потом на венецианском рейдах. В 1810 году вернулся из Триеста в Николаев по суше. 5 января следующего года произведен в капитан-лейтенанты и командирован в Казанскую губернию за рекрутами, с которыми и прибыл в Николаев.
В 1812 году на корабле «Лесное» плавал от Николаева до Севастополя, после чего был командирован в составе 75-го корабельного экипажа в Южную армию, стоявшую у Аккермана. В следующем году находился с вооруженными лодками при осаде крепости Торна, в корпусе графа А. Ф. Ланжерона, и командовал береговыми батареями на острове Шарк. После чего был откомандирован на реку Одер для постройки и наведения мостов при городах Алау и Окельн. Принимал участие в наведении понтонных мостов через реку Бубр.
В 1814 году находился при наведении понтонных мостов на реках Саале и Шульди, за что был награждён орденом Святой Анны 2-й степени и орденом «Pour le Mérite» от короля Пруссии.
Состоял при графе А. Ф. Ланжероне в сражениях при Суассоне, Лионе, Монмартре и при занятии Парижа, после чего принял в командование 75-й флотский экипаж, с которым возвратился в Николаев.
В 1816 году, командуя корветом «Шагин-Гирей», перевез из Керчи в Таганрог великого князя Николая Павловича, а после занимал брантвахтенный пост при Сухум-Кале. Следующие три года, командуя тем же корветом, состоял при Севастопольском порте, принимал участие в плавании между Севастополем и Николаевым и занимал брантвахтенный пост при Одессе.
В 1819 году за участие в 18 морских кампаниях был награждён орденом Святого Георгия 4-го класса.
В 1820 года командовал бригом «Ганимед» в Чёрном море, а в следующем — при Севастопольском порте.
С 1822 по 1825 год, командуя фрегатом «Поспешный», ежегодно выходил в плавания в Чёрное море.
30 августа 1824 года произведен в капитаны 2-го ранга.
В 1826 году, командуя тем же фрегатом, совершал плавания от Севастополя до Редут-Кале «для отвоза чиновников, принадлежащих персидской миссии».
В 1827 году находился при Николаевском порте и надзирал за постройкой фрегата «Эривань» и корабля «Анапа», после чего, командуя корветом «Чесма», перешёл из Николаева в Севастополь. 6 декабря произведен в капитаны 1-го ранга. В следующем году командовал 41-м флотским экипажем. 22 августа 1831 года произведен в контр-адмиралы и назначен командовать 3-й бригадой 2-й флотской дивизии.
В 1834 и 1835 годах состоял главным командиром и военным губернатором Свеаборга, а с 1836 по 1842 год — главным командиром Архангельского порта и архангельским военным губернатором. В этой должности в декабре 1837 года произведен в вице-адмиралы. В 1838 году награждён орденом Святого Станислава 1-й степени, а в 1841 году орденом Святой Анны 1-й степени. 24 апреля 1842 года назначен членом адмиралтейств-совета, в 1846 году награждён орденом Святого Владимира 2-й степени.
6 февраля 1852 года уволен от службы.

## Награды
- Орден Святой Анны 2-й степени (1814).
- Орден Святого Георгия 4-го класса (15.02.1819).
- Орден Святого Станислава 1-й степени (06.12.1838).
- Орден Святой Анны 1-й степени (16.04.1841, императорская корона 25.03.1844)
- Орден Святого Владимира 2-й степени (06.04.1846).
- «Pour le Mérite» (Пруссия) (12.12.1814).